# Arctornis cymbicornis
Arctornis cymbicornis är en fjärilsart som beskrevs av Butler 1881. Arctornis cymbicornis ingår i släktet Arctornis och familjen tofsspinnare. Inga underarter finns listade i Catalogue of Life.